# Лабиринтное уплотнение

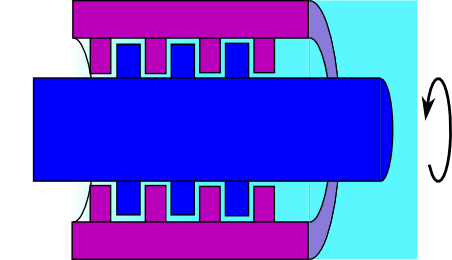
Лабиринтное уплотнение простой формы

Лабиринтное уплотнение — это уплотнение вала, представляющее собой бесконтактное уплотнение в виде малого зазора сложной извилистой формы. Уплотняющее действие основывается на удлинении пути уплотнения благодаря попеременному расположению колец на валу и неподвижном корпусе.

## Применение
Лабиринтные уплотнения с технической точки зрения очень сложны в изготовлении и монтаже, а посему соответственно дороги. В качестве уплотнения вала они нашли своё применение в производстве газовых турбин, например, в реактивных двигателях и для повышения коэффициента полезного действия паровых турбин на электростанциях имеют зачастую довольно сложную форму.
Особым случаем применения является использование лабиринтных уплотнений в так называемых шпиндельных двигателях, достигающих, в зависимости от конструкции, нескольких десятков тысяч оборотов в минуту. У таких двигателей лабиринтное уплотнение служит одновременно жидким подшипником или соответственно гидростатическим подшипником скольжения или гидродинамическим подшипником. Решающим преимуществом здесь является экстремально низкое трение, делающее возможным такое большое число оборотов.